# 金正実

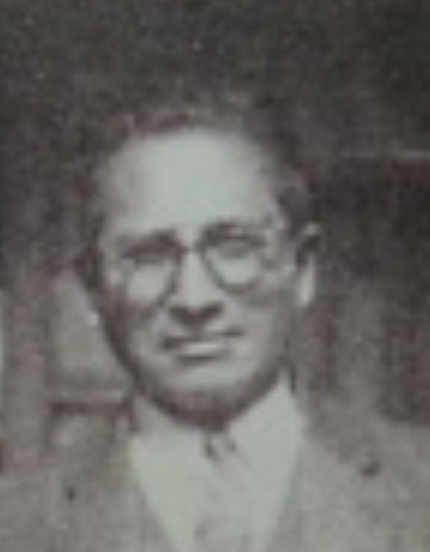
1947年

金 正実（キム・ジョンシル、朝鮮語: 김정실/金正實、1904年 - 1969年10月27日または11月26日）は、日本統治時代の朝鮮および大韓民国のジャーナリスト、放送関係者、法学者、教授、政治家。第2代檀国大学（現・檀国大学校）学長、第2代韓国国会議員。

## 経歴
慶南固城郡固城邑生まれ、ソウル出身。普成専門学校（現・高麗大学校）、中央大学法学部卒。東亜日報記者、中央放送局職員として長年勤務した後、解放後に大韓民国臨時政府傘下政治工作隊総務、金九が設立した建国実践員養成所の講師、木材会社重役、金剛山工芸会社専務、朝鮮政治学館（現・建国大学校）教授・教務局長・教務主任、放送協会会員、世宗大学教授、檀国大学副学長・第2代学長、建国大学校畜産大学学長・憲法学教授、高等考試委員、国会法制司法委員長、自由党議員代表幹事、刑事訴訟法草案公聴会委員長を務めた。国会議員時代は与党・自由党側の闘士であった。
1969年11月26日、建国大畜産大学学長在任中に持病により死去。享年65。

## エピソード
地元固城郡の干拓地造成事業を積極的に推進した。朝鮮戦争の最中、金は李承晩大統領を説得したことにより、1952年にこの韓国光復後初めて行われた干拓事業が着工され、1960年12月に竣工された。これにより固城邑・馬岩面・巨流面一帯の固城平野は穀倉地帯に変貌した。